# Astragalus distortus
Astragalus distortus es una especie de planta herbácea perteneciente a la familia de las leguminosas. Es originaria de Estados Unidos. 

## Distribución
Es una planta herbácea perennifolia que se encuentra en Estados Unidos, donde se distribuye por Arkansas, Illinois, Iowa, Kansas, Louisiana, Misisipi, Misuri, Oklahoma, Texas, Virginia, Virginia Occidental.

## Taxonomía
Astragalus distortus fue descrita por Torr. & A.Gray  y publicado en A Flora of North America: containing . . . 1(2): 333. 1838.
Etimología
Astragalus: nombre genérico derivado del griego clásico άστράγαλος y luego del Latín astrăgălus aplicado ya en la antigüedad, entre otras cosas, a algunas plantas de la familia Fabaceae, debido a la forma cúbica de sus semillas parecidas a un hueso del pie.
distortus: epíteto latíno que significa "distorsionada"
Variedad aceptada
- Astragalus distortus var. engelmannii (E.Sheld.) M.E.Jones

Sinonimia
- Astragalus distortus f. albiflorus McGregor
- Astragalus distortus var. distortus
- Holcophacos distortus (Torr. & A.Gray) Small
- Tragacantha distorta (Torr. & A.Gray) Kuntze	[4][5]